# Манпхо
Манпхо (на хангъл:만포시, правопис по системата на Маккюн-Райшауер Manp'o) е град в Северна Корея в провинция Чаган. Населението му през 2008 година е 82 631 души. Разположен е на река Ялу. Признат е за град през 1961 г. Основната индустрия в града е дървообработването. Средната годишна температура е едва 6,5 градуса. Средната температура за януари е -14,4 градуса, а за юли е 23,6 градуса. Средното годишно количество валежи е 947,8 мм.